# Ad Council
El Advertising Council, comúnmente conocido como Ad Council (traducible al español como Consejo de publicidad), es una organización estadounidense sin fines de lucro que produce, distribuye y promueve anuncios de servicio público en nombre de varios patrocinadores, incluidas organizaciones sin fines de lucro, organizaciones no gubernamentales y agencias del gobierno de los Estados Unidos. Su sede está en Nueva York.
Fundado el 26 de febrero de 1942, el Ad Council se asocia con agencias de publicidad que trabajan pro bono para crear anuncios de servicio público en nombre de sus campañas. La organización acepta solicitudes de instituciones patrocinadoras para campañas publicitarias que se centran en cuestiones sociales particulares. Para calificar, un tema debe ser no partidista (aunque no necesariamente imparcial) y tener relevancia nacional.
A lo largo de su historia, la misión del Ad Council ha sido la de identificar significativos asuntos sociales y estimular la acción en esos asuntos a través de los medios de comunicación. Entre las campañas realizadas por el Ad Council están campañas relacionadas con prevención en salud, prevención de incendios forestales, medio ambiente y seguridad vial.
El Ad Council distribuye los anuncios a una red de 33.000 medios de comunicación, incluyendo prensa, radio, televisión, publicidad callejera e Internet, que publican los anuncios en tiempo y espacio donados. Los medios de comunicación donan aproximadamente $ 1.8 mil millones a campañas de Ad Council anualmente.
Sin embargo, el trabajo del Ad Council no ha estado exento de controversia. El presentador de radio y comediante Adam Carolla argumentó que los anuncios del Ad Council tienen poco valor y que los temas que eligen para proporcionar declaraciones no son problemas reales que afectan a los estadounidenses (como la turbulencia de los aviones) o son cuestiones sobre las que un anuncio en la radio pública no podría hacer nada (como la discriminación en la vivienda). Carolla ha declarado que este valioso tiempo empleado podría usarse para concientizar a los estadounidenses sobre temas como el embarazo adolescente o el analfabetismo, temas que tienen un impacto mucho más significativo en la sociedad.
Además, se ha acusado al Ad Council de ser una herramienta de propaganda del gobierno estadounidense y de distraer al público al centrarse en los cambios individuales en el estilo de vida en lugar de la necesidad de solucionar los problemas sociales cambiando las instituciones como las empresas, el gobierno o las fuerzas armadas.